# Menschenrechte in den Vereinigten Arabischen Emiraten

Geografische Lage der Vereinigten Arabischen Emirate

Der Zustand der Menschenrechte in den Vereinigten Arabischen Emiraten wird von Nichtregierungsorganisationen immer wieder kritisiert. Hunderttausende von meist südasiatischen Wanderarbeitern im Baugewerbe sind in den Vereinigten Arabischen Emiraten Ausbeutung und Misshandlung ausgesetzt. Hausangestellte, oft arme Frauen aus südostasiatischen Ländern, haben wenig Rechte und können Opfer von Menschenhandel werden, manchmal werden sie zur Prostitution gezwungen. Es gibt Einschränkungen der individuellen Rechte wie der Meinungsfreiheit, und es existieren Gesetze mit Strafen für Homosexualität.

## Berichte der Menschenrechtsorganisationen
Die Vereinigten Arabischen Emirate sind laut Amnesty International, Human Rights Watch und anderen Menschenrechtsorganisationen für verschiedene Menschenrechtsverletzungen und Diskriminierungen verantwortlich:

### Bürgerrechte und politische Freiheiten
In den Vereinigten Arabischen Emiraten gibt es keine Meinungs- oder Pressefreiheit. Mindestens 25 gewaltlose politische Gefangene saßen noch immer in Haft, weil sie friedlich ihre politische Meinung geäußert hatten. Menschen wurden in unfairen Prozessen zu Haftstrafen verurteilt. In den Gefängnissen und Haftanstalten der VAE sind Häftlinge unter trostlosen und unhygienischen Bedingungen untergebracht, und Überbelegung und Verweigerung medizinischer Versorgung sind weit verbreitet. Schätzungsweise 20.000 bis 100.000 in den VAE geborene staatenlose Personen hatten weiterhin nicht dieselben Rechte wie emiratische Staatsangehörige, was staatliche Leistungen betraf. Ein britisches Gericht stellte fest, dass Regierungschef Muhammed bin Raschid Al Maktum zwei seiner Töchter entführt und festgenommen hat.  

### Frauenrechte
Frauen werden weiterhin benachteiligt. Nach Paragraf 56.1 des Personenstandsgesetzes waren verheiratete Frauen verpflichtet, sich um den Haushalt zu kümmern, da dies ein „Recht“ des Ehemannes sei. Laut Paragraf 72 bestimmten weiterhin Richter darüber, ob es einer verheirateten Frau erlaubt war, das Haus zu verlassen und zu arbeiten. Gesetze sehen immer noch männliche Vormundschaft über Frauen vor, und Schlupflöcher erlauben reduzierte Strafen für Männer, die weibliche Verwandte töten. Die gesetzliche Definition von häuslicher Gewalt stärkt die Fähigkeit männlicher Vormünder, ihre Ehefrauen, weiblichen Verwandten und Kinder in einem Maß zu disziplinieren, das die Behörden für „akzeptabel“ halten. Das emiratische Gesetz stellt auch Vergewaltigung in der Ehe nicht unter Strafe. Eine Frau kann auch ihren Anspruch auf finanzielle Unterstützung von ihrem Ehemann verlieren, wenn sie sexuelle Beziehungen mit ihm ohne „rechtmäßige Entschuldigung“ ablehnt. Kinder von emiratischen Müttern, die Kinder eines ausländischen Vaters sind, erhalten nicht automatisch die Staatsbürgerschaft. „Die VAE sollten alle Formen der Diskriminierung beseitigen, insbesondere frauenfeindliche Gesetze, die Frauen der männlichen Vormundschaft unterwerfen“, sagte Rothna Begum, eine leitende Frauenrechtsforscherin bei Human Rights Watch.
Da die islamische Scharia eine Hauptquelle der Gesetzgebung ist, kann eine muslimische Frau nur mit der Erlaubnis eines männlichen Vormunds heiraten. Andererseits kann ein muslimischer Mann bis zu vier Frauen heiraten, ohne dass die Erlaubnis eines männlichen Vormunds oder einer seiner Frauen erforderlich ist.

### Behandlung von Arbeitsmigranten
Die Mehrheit der Bevölkerung der VAE sind Ausländer. Das Kafala-System verlangt von den ausländischen Arbeitnehmern, ihre Pässe an ihre Arbeitgeber zu übergeben, wodurch sie de facto die ausschließliche Autonomie ihres Lebensunterhalts verlieren. Gehalt, Lebensbedingungen, Ernährung, die Möglichkeit, die Arbeitsstelle zu wechseln oder in ihr Heimatland zurückzukehren, werden von ihrem Arbeitgeber bestimmt. Diese Kontrolle durchdringt jeden Aspekt des Lebens der Arbeitsmigranten, von den Finanzen und der Ernährung bis hin zu Lebensbedingungen und ihrem allgemeinen Geisteszustand und Wohlbefinden. Dieser Form der modernen Sklaverei mangelt es absichtlich an ausreichender staatlicher Aufsicht und Regulierung, da dies die wirtschaftliche Entwicklung der VAE behindern würde.
Besonders schlecht bezahlte Arbeitsmigranten sind mit schweren Missbräuchen konfrontiert, am häufigsten mit verspätet oder nie bezahlten Löhnen. Denjenigen, die ihren Arbeitgeber ohne dessen Zustimmung vor Vertragsende verlassen, drohen Geldstrafen, Gefängnis oder Abschiebung. Dies erschwert es Arbeitnehmern, sich aus missbräuchlichen Situationen, darunter überlange Arbeitszeiten, unbezahlte Gehälter, Gewalt und sexueller Missbrauch, zu befreien. Entflohene Arbeiter wurden inhaftiert und sahen sich mit erheblichen finanziellen Forderungen konfrontiert, einschließlich der Rückzahlung der Vermittlungsgebühren an ihre Arbeitgeber, indes ohne dass ihnen das ursprünglich vereinbarte und durch ihre Arbeit verdiente Gehalt ausbezahlt wurde. Die so kaum zu erfüllenden Forderungen verschuldeten die betroffenen Arbeitnehmer auf unbestimmte Zeit und verhinderten, dass sie ihren missbräuchlichen Arbeitgebern entkamen.
Weibliche Hausangestellte sind einem erhöhten Risiko von Misshandlung und Missbrauch ausgesetzt. Die Arbeitszeiten liegen oft zwischen 16 und 21 Stunden täglich, und auch an den Wochenenden muss gearbeitet werden. Ein durchschnittliches Monatsgehalt entspricht zwischen 150 und 200 US-Dollar, der Stundenlohn 15 bis 30 US-Cent. Ein Viertel der von Human Rights Watch befragten Hausangestellten berichtete, dass sie unter Treppenhäusern, in Fluren, auf dem Boden von Wohnzimmern oder in Gemeinschaftsunterkünften schlafen mussten. Jeder Versuch, dem Arbeitgeber zu entkommen, ist strafbar. Ein Bericht von Human Rights Watch, in dem 99 Migrantinnen, die als Hausangestellte arbeiteten, interviewt wurden, beschreibt die erniedrigenden Erfahrungen, denen sie durch ihre Arbeitgeber ausgesetzt waren. Die meisten gaben an, ihnen seien bei ihrer Ankunft die Reisepässe abgenommen wurden. Viele wurden körperlich misshandelt und im Haus eingesperrt.

### Arbeitsbedingungen und Todesfälle bei Bauarbeitern
Die Lage vieler ausländischer Bauarbeiter kann oft mit moderner Sklaverei gleichgesetzt werden. Dazu sind Bauarbeiter oft in kleinen und unhygienischen Unterkünften untergebracht, Löhne werden teilweise monatelang nicht ausbezahlt, Reisepässe werden bei der Ankunft in der VAE abgenommen. Während sie mit der gefährlichen Arbeit des Baus von Hochhäusern beschäftigt sind, sind die Arbeiter mit hohen Verletzungs- und Todesraten konfrontiert, ohne dass sie sich sicher sein können, dass ihre Arbeitgeber ihren Bedarf an Gesundheitsversorgung decken werden. Das Fehlen zuverlässiger und umfassender Statistiken, einschließlich der fehlenden Durchsetzung der Meldepflichten der Unternehmen über Todesfälle und Verletzungen, weist auf die völlig unzureichenden Kapazitäten der mit der Untersuchung von Arbeitspraktiken beauftragten Stellen hin.

### Menschenrechtsverletzungen im Ausland
Im Februar 2020 kündigten die VAE an, ihren „schrittweisen militärischen Rückzug“ aus dem Jemen abzuschließen, nachdem sie fünf Jahre lang die internationale Militärallianz mit angeführt hatten, die in den bewaffneten Konflikt im Jemen eingriff. Sie versorgten jedoch weiterhin Milizen im Jemen illegal mit Waffen und militärischer Ausrüstung. Viele dieser Milizen waren für schwere Verbrechen verantwortlich. Die Regierung unterlief auch ein UN-Embargo und lieferte Waffen an die selbst ernannten Libysch-Arabischen Streitkräfte und flog im libyschen Luftraum Angriffe mit militärischen Drohnen, bei denen viele Zivilisten getötet wurden.

### Strafbarkeit von homosexuellen Handlungen
Artikel 354 bedeutet, dass männliche Homosexualität mit dem Tod bestraft wird. Weibliche Homosexualität hingegen wird nicht erwähnt.

### Körperliche und unmenschliche Strafen
Peitschenhiebe, Steinigung und die Todesstrafe sind Strafen nach emiratischem Recht. Die Strafe für Muslime, die Alkohol trinken oder außerehelichen Geschlechtsverkehr haben, sind Peitschenhiebe, und die Strafe für Ehebruch ist die Steinigung. Apostasie wird auch mit der Todesstrafe bestraft. Es gibt bekannte Fälle, in denen Angeklagte aufgrund von Ehebruch zur Steinigung verurteilt wurden, was jedoch nicht vollstreckt wurde.